# Roter Pfeifhase
Der Persische Rote oder Rote Pfeifhase (Ochotona rutila) ist eine Säugetierart aus der Familie der Pfeifhasen (Ochotonidae) innerhalb der Hasenartigen (Lagomorpha). Ihr Verbreitungsgebiet befindet sich in Teilen des Pamir in Tadschikistan sowie im Tian Shan im Südosten Usbekistans, Kirgisistan und dem Südosten von Kasachstan bis ins Autonome Gebiet Xinjiang in der Volksrepublik China.

## Merkmale
Der Rote Pfeifhase ist ein mittelgroßer Pfeifhase mit einer Körperlänge von 19,6 bis 23 Zentimetern bei einem Gewicht von 220 bis 320 Gramm. Er hat im Sommer ein helles rotbraunes Fell. Die Bauchseite ist ockerfarben bis weiß mit einem rostroten Querstreifen unter der Kehle. Die Ohren sind an der Außenseite grau-schwarz, der Nacken  besitzt hinter den Ohren weiße Flecken, die einen gelblich-weißen Kragen bilden können. Im Winter ist die Rückenfärbung hellbraun. Die Ohren erreichen eine Länge von 27 bis 29 Millimeter. Die Hinterfüße sind 36 bis 39 Millimeter lang.
Der Schädel ist groß und gebogen. Die Schneidezahn- und Gaumenfenster im Schädel sind bei dieser Art nicht zu einem einzelnen Fenster verschmolzen. In Form und Größe entspricht der Schädel dem von Ochotona macrotis, ist jedoch etwas weniger gebogen. Das Genom besteht aus 2n = 62 Chromosomen.

## Verbreitung

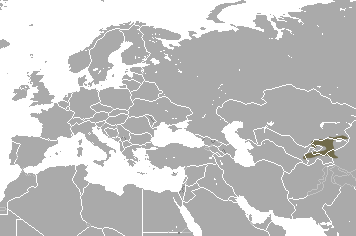
Verbreitungsgebiet des Roten Pfeifhasen (Ochotona rutila)

Der Rote Pfeifhase ist in Teilen des Pamir in Tadschikistan sowie im Tian Shan im Südosten Usbekistans, Kirgisistan und dem Südosten von Kasachstan bis ins Autonome Gebiet Xinjiang in der Volksrepublik China verbreitet. Auch im Norden Afghanistans könnten Vorkommen existieren.
Die Höhenverbreitung der Tiere liegt in der Regel nicht oberhalb von 3000 Metern.

## Lebensweise
Der Rote Pfeifhase lebt in den steinigen Böschungen und Schutthalden mit größeren Felsen als Deckung. Er ist tag- und vor allem dämmerungsaktiv und ernährt sich generalistisch von Pflanzenteilen, vor allem Torfmoosen, und bildet wie andere Arten Heuballen. Er lebt territorial in größeren Familiengruppen aus einem Elternpaar und deren Jungtieren, die Dichte beträgt 12 bis 20 Tiere bzw. 3 bis 3,5 Familien pro Hektar. Anders als andere Arten gibt es keine oder nur geringe vokale Kommunikation zwischen den Familienmitgliedern.
Die Weibchen bringen vom Frühjahr bis zum Spätsommer zwei Würfe pro Jahr mit durchschnittlich vier Jungtieren pro Wurf zur Welt.

## Systematik
Der Rote Pfeifhase wurde als eigenständige Art den Pfeifhasen (Gattung Ochotona) und der Untergattung Conothoa zugeordnet. Zeitweise wurde die Art mit Ochotona himalayana synonymisiert, und zeitweise wurde Ochotona erythrotis als konspezifisch mit Ochotona rutila angesehen. Unterarten werden nicht unterschieden.

## Gefährdung und Schutz
Die Art wird von der International Union for Conservation of Nature and Natural Resources (IUCN) aufgrund ihres großen Verbreitungsgebietes als nicht gefährdet (least concern) eingestuft. Es wird angenommen, dass es sich um eine regelmäßig vorkommende Art handelt, Bedrohungen für die Bestände sind nicht bekannt.

## Belege
1. 1 2 3 4 5 6 7 8 9  Turkestan red pika. In: Andrew T. Smith, Yan Xie: A Guide to the Mammals of China. Princeton University Press, 2008; S. 286. ISBN 978-0-691-09984-2.
2. 1 2 3  Joseph A. Chapman, John E. C. Flux (Hrsg.): Rabbits, Hares and Pikas. Status Survey and Conservation Action Plan. (Memento des Originals vom 14. Januar 2009 im Internet Archive)  Info: Der Archivlink wurde automatisch eingesetzt und noch nicht geprüft. Bitte prüfe Original- und Archivlink gemäß Anleitung und entferne dann diesen Hinweis. (PDF; 11,3 MB) International Union for Conservation of Nature and Natural Resources (IUCN), Gland 1990; S. 50–51. ISBN 2-8317-0019-1.
3. 1 2 3 4 5 6 7  Ochotona rutila in der Roten Liste gefährdeter Arten der IUCN 2012.2. Eingestellt von: Andrew T. Smith, C. H. Johnston, 2008. Abgerufen am 30. Dezember 2012.
4. 1 2 3  Don E. Wilson & DeeAnn M. Reeder (Hrsg.): Ochotona rutila (Memento des Originals vom 5. März 2016 im Internet Archive)  Info: Der Archivlink wurde automatisch eingesetzt und noch nicht geprüft. Bitte prüfe Original- und Archivlink gemäß Anleitung und entferne dann diesen Hinweis. in Mammal Species of the World. A Taxonomic and Geographic Reference (3rd ed).